# GLAAD Media Awards
I GLAAD Media Awards sono premi annuali, creati nel 1990, assegnati dalla Gay & Lesbian Alliance Against Defamation alle persone e alle produzioni dell'intrattenimento, per il loro contribuito nel dare un'immagine più veritiera e accurata della comunità LGBT e delle questioni che riguardano la loro vita.
Le candidature ad ogni singolo premio vengono decise da un team di oltre 80 esperti dei vari settori, che devono essere approvate dal consiglio direttivo del GLAAD. In seguito, i vincitori vengono determinati tramite votazioni online dei circa 900 iscritti all'organizzazione. I membri si suddividono in tre gruppi: direzione e staff di GLAAD, membri dei GLAAD Media Circle e volontari GLAAD.
Oltre ai premi assegnati nell'ambito dI cinema, televisione, musica e informazione, il GLAAD Media Award assegna ogni anno premi speciali:

## New York

### Excellence in Media Award
L'Excellence in Media Award è un premio assegnato annualmente durante la cerimonia dei GLAAD Media Awards a New York. Il premio viene consegnato alle persone legate al mondo della comunicazione e dello spettacolo che con il loro lavoro hanno aumentato la visibilità e la comprensione della comunità LGBT.
- 1996 - Barbara Walters
- 1997 - non assegnato
- 1998 - Bob e Harvey Weinstein
- 1999 - non assegnato
- 2000 - Marlo Thomas
- 2001 - Vanessa Redgrave
- 2002 - Glenn Close
- 2003 - Diane Sawyer
- 2004 - Julianne Moore
- 2005 - Billy Crystal

- 2006 - non assegnato
- 2007 - Patti LaBelle
- 2008 - Judy Shepard
- 2009 - Tyra Banks
- 2010 - Joy Behar
- 2011 - Russell Simmons
- 2012 - non assegnato
- 2013 - non assegnato
- 2014 - non assegnato
- 2015 - Kelly Ripa

- 2016 - Robert De Niro
- 2017 - Debra Messing
- 2018 - Ava DuVernay

### Vito Russo Award
Il Vito Russo Award, chiamato così dal 2000, è un premio assegnato annualmente durante la cerimonia dei GLAAD Media Awards a New York. È dedicato alla memoria di Vito Russo, fondatore del GLAAD e autore de Lo schermo velato. Dal 1998 il premio viene consegnato alle persone del mondo dell'intrattenimento apertamente gay, che hanno dato il loro contribuito alla lotta all'omofobia.
- 1992 - Jennie Livingston (Vito Russo Film Award)
- 1993 - non assegnato
- 1994 - non assegnato
- 1995 - non assegnato
- 1996 - Lo schermo velato (Vito Russo Film Award)
- 1997 - non assegnato
- 1998 - k.d. lang (Vito Russo Entertainer Award)
- 1999 - RuPaul (Vito Russo Entertainer Award)
- 2000 - Elton John
- 2001 - Liz Smith
- 2002 - Nathan Lane
- 2003 - Rosie O'Donnell
- 2004 - Cherry Jones
- 2005 - Alan Cumming

- 2006 - David LaChapelle
- 2007 - Tom Ford
- 2008 - Brian Graden
- 2009 - Suze Orman
- 2010 - Cynthia Nixon
- 2011 - Ricky Martin
- 2012 - Craig Zadan e Neil Meron
- 2013 - Anderson Cooper
- 2014 - George Takei
- 2015 - Thomas Roberts
- 2016 - non assegnato
- 2017 - Billy Porter
- 2018 - Samira Wiley
- 2019 - Andy Cohen

## Los Angeles

### Vanguard Award
Il Vanguard Award, chiamato così dal 1994, è un premio assegnato annualmente durante la cerimonia dei GLAAD Media Awards a Los Angeles. Il premio viene consegnato alle persone legate al mondo della comunicazione e dello spettacolo che con il loro lavoro hanno aumentato la visibilità e la comprensione della comunità LGBT.
- 1993 - Roseanne e Tom Arnold (GLAAD/LA Special Award)
- 1994 - Aaron Spelling
- 1995 - Steve Tisch
- 1996 - Sid Sheinberg
- 1997 - Cristina Saralegui
- 1998 - Cher
- 1999 - Whoopi Goldberg
- 2000 - Elizabeth Taylor
- 2001 - non assegnato
- 2002 - Shirley MacLaine
- 2003 - Eric McCormack
- 2004 - Antonio Banderas
- 2005 - Liza Minnelli
- 2006 - Charlize Theron

- 2007 - Jennifer Aniston
- 2008 - Janet Jackson e Sharon Stone (che l'ha ricevuto a San Francisco)
- 2009 - Kathy Griffin
- 2010 - Drew Barrymore
- 2011 - Kristin Chenoweth
- 2012 - Josh Hutcherson
- 2013 - non assegnato
- 2014 - Jennifer Lopez
- 2015 - Kerry Washington
- 2016 - Demi Lovato
- 2017 - Patricia Arquette
- 2018 - Britney Spears
- 2019 - Beyoncé e Jay-Z

### Stephen F. Kolzak Award
Il Stephen F. Kolzak Award, chiamato così dal 1993, è un premio assegnato annualmente durante la cerimonia dei GLAAD Media Awards a Los Angeles. È dedicato alla memoria del regista che ha dedicato l'ultima parte della sua vita alla lotta all'omofobia nel mondo dello spettacolo. Il premio viene consegnato alle persone del mondo dell'intrattenimento apertamente gay che hanno dato il loro contribuito alla lotta all'omofobia.
- 1991 - Stephen F. Kolzak (postumo) (Premio Speciale)
- 1992 - non assegnato
- 1993 - Sir Ian McKellen
- 1994 - non assegnato
- 1995 - Pedro Zamora
- 1996 - non assegnato
- 1997 - Bruce Vilanch
- 1998 - Ellen DeGeneres
- 1999 - Melissa Etheridge e Julie Cypher
- 2000 - Anne Heche
- 2001 - Paris Barclay
- 2002 - Alan Ball
- 2003 - Todd Haynes
- 2004 - John Waters
- 2005 - Bill Condon

- 2006 - Melissa Etheridge
- 2007 - Martina Navrátilová
- 2008 - Rufus Wainwright
- 2009 - Gene Robinson
- 2010 - Wanda Sykes
- 2011 - Robert Greenblatt
- 2012 - Chaz Bono
- 2013 - Steve Warren
- 2014 - Laverne Cox
- 2015 - Roland Emmerich
- 2016 - Ruby Rose
- 2017 - Troye Sivan
- 2018 - Jim Parsons
- 2019 - Sean Hayes

## San Francisco

### Golden Gate Award
Il Golden Gate Award era un premio assegnato annualmente durante la cerimonia dei GLAAD Media Awards a San Francisco. Il premio viene consegnato alle persone legate al mondo della comunicazione e dello spettacolo che con il loro lavoro hanno aumentato la visibilità e la comprensione della comunità LGBT.
- 2000 - Margaret Cho
- 2001 - non assegnato
- 2002 - Brooke Shields
- 2003 - Stockard Channing
- 2004 - Megan Mullally
- 2005 - Jennifer Beals
- 2006 - Jennifer Tilly

- 2007 - non assegnato
- 2008 - James Schamus
- 2009 - non assegnato
- 2010 - Cybill Shepherd
- 2011 - Kim Cattrall
- 2012 - Shonda Rhimes
- 2013 - Lt. Gov. Gavin Newsom

### Davidson/Valentini Award
Il Davidson/Valentini Award è un premio assegnato annualmente durante la cerimonia dei GLAAD Media Awards a San Francisco. È dedicato alla memoria di Craig Davidson, primo direttore esecutivo del GLAAD, e al suo partner Michael Valentini. Il premio viene consegnato alle persone del mondo dell'intrattenimento apertamente gay che hanno fatto la differenza nella promozione dei pari diritti per la comunità LGBT.
- 2000 - Kathy Levinson
- 2001 - Rob Epstein e Jeffrey Friedman
- 2002 - Sandra Bernhard
- 2003 - B.D. Wong
- 2004 - Clive Barker
- 2005 - Alec Mapa
- 2006 - Ron Cowen e Daniel Lipman
- 2007 - Robert Gant
- 2008 - Ilene Chaiken

- 2009 - Chad Allen
- 2010 - Lee Daniels
- 2011 - non assegnato
- 2012 - non assegnato
- 2013 - Adam Lambert
- 2014 - non assegnato
- 2015 - Tyler Oakley
- 2016 - Hannah Hart[1]

## Premi passati

### Pioneer Award
Il Pioneer Award è stato un premio assegnato annualmente durante la cerimonia dei GLAAD Media Awards. Il premio veniva consegnato ai pionieristici individui o gruppi che avevano dato un significativo contributo allo sviluppo del movimento LGBT nelle immagini dei media prima dell'esistenza dei GLAAD Media Awards.
- 2001 - San Francisco Gay and Lesbian Film Festival
- 2002 - KQED-TV
- 2003 - non assegnato
- 2004 - non assegnato
- 2005 - Hank Plante
- 2006 - Reverendo Cecil Williams
- 2007 - Kate Clinton, Pyhllis Lyon e Del Martin
- 2008 - Herb Ritts (postumo) e David Mixner
- 2014 - Norman Lear

### Barbara Gittings Award
Il Barbara Gittings Award è stato un premio assegnato annualmente durante la cerimonia dei GLAAD Media Awards. Il premio era dedicato a Barbara Gittings (scomparsa nel 2007), che lo ricevette per prima nel 2001, per le sue apparizioni nei media come attivista lesbica tra gli anni '70 e '80. Il premio veniva consegnato direttamente da Barbara Gittings ai pionieristici individui, gruppi o organi di informazione che avevano dato un significativo contributo allo sviluppo dei media LGBT.
- 2001 - Barbara Gittings
- 2002 - The Advocate
- 2003 - non assegnato
- 2004 - In the life
- 2005 - PlanetOut
- 2006 - here!, Logo e Q Television Network

### Capitol Award
Il Capitol Award è stato un premio assegnato durante la cerimonia dei GLAAD Media Awards a Washington. Il premio veniva consegnato alle persone apertamente gay che avevano raggiunto l'eccellenza in una specifica area dei media e promosso la visibilità e la comprensione della comunità LGBT attraverso il loro lavoro.
- 1999 - Armistead Maupin
- 2000 - Billie Jean King
- 2001 - Harvey Fierstein

### Vision Award
Premio assegnato dal 1998 al 2000.
- 1998 - Judith Light
- 1999 - Larry King
- 2000 - Dennis e Judy Shepard

### Visibility Award
Il Visibility Award è stato un premio assegnato durante la cerimonia dei GLAAD Media Awards. Il premio veniva consegnato alle persone apertamente gay che avevano promosso la visibilità della comunità LGBT attraverso il loro lavoro.
- 1991 - Dott.ssa Virginia Uribe e Randy Shilts
- 1992 - Lillian Faderman e Paul Monette
- 1993 - non assegnato
- 1994 - Roberta Achtenberg e Harvey Fierstein
- 2016 - Colton Haynes

## Altri premi
Premi assegnati dal 1992 al 1995. Il Donahue/Thomas Award è dedicato alla coppia Phil Donahue e Marlo Thomas ed è stato consegnato in riconoscimento dei servizi d'informazione sulle questioni gay nel mondo dello spettacolo.

### Vincitori
- 1992 - The Gay & Lesbian Media Coalition (Outstanding Service to Gay & Lesbian Film)
- 1993 - VIVA! (Community Service Award)
- 1994 - non assegnati
- 1995 - Entertainment Weekly (Donahue/Thomas Award)